# Concejo Municipal de Mora
El Concejo Municipal de Mora es el órgano deliberativo y máxima autoridad del cantón de Mora, en Costa Rica. Está conformado por cinco regidores propietarios con voz y voto, y sus respectivos suplentes solo con voz salvo cuando sustituyan a un propietario de su mismo partido. A estos también asisten con voz pero sin voto el alcalde y los síndicos propietarios y suplentes de los siete distritos del cantón. Al igual que el alcalde municipal sus miembros son electos popularmente cada 4 años.

## Historia
Mediante el Decreto n.° 08 del 25 de mayo de 1883, se creó Pacaca como cantón de la provincia de San José, designándose como cabecera la villa de Pacaca (hoy Ciudad Colón) y fijándose como distritos al distrito de Pacaca, Guayabo, Tabarcia y Piedras Negras. Pacaca procede del cantón de Escazú, establecido este último, en Ley n.° 36 del 7 de diciembre de 1848.
El 19 de julio de 1883, se llevó a cabo la primera sesión del Concejo Municipal de Mora, integrado por los regidores propietarios Luis Hilario Zumbado, como presidente, Salvador Mora, como vicepresidente, y Bruno Rivera, como fiscal. El secretario fue Guadalupe Rojas y el jefe político fue Juan María Castro.

## Conformación del Concejo
| Partido | Partido                           | Número de regidores | Regidores propietarios                                       | Regidores suplentes                          |
| ------- | --------------------------------- | ------------------- | ------------------------------------------------------------ | -------------------------------------------- |
|         | Partido Nueva Generación          | 2                   | María Isabel Bustamante Artavia Carlos Manuel Flores Ramírez | Elba Dellanoce Morales Carlos Castillo Arias |
|         | Partido Unidos para el Desarrollo | 1                   | Álvaro Enrique Arguedas Durán                                | Alexis Murillo Jiménez                       |
|         | Partido Alianza por San José      | 1                   | Juan Arturo Jiménez Venegas                                  | Alexandra Gutiérrez Sánchez                  |
|         | Partido Unidad Social Cristiana   | 1                   | Julio César Alvarado Zúñiga                                  | José Serrano Mena                            |

## Síndicos Propietarios
1. Melissa Dayanna Flores Molina (Colón)
2. Carlos Herrera Delgado (Guayabo)
3. Ana Damaris Mata Cascante (Tabarcia)
4. Jesús Porras Vásquez (Piedras Negras)
5. Mario Gerardo Villalobos Ramírez (Picagres)
6. Arnoldo Enrique Alpízar Quirós (Jaris)
7. Rose Mary Sánchez Pérez (Quitirrisí)

## Síndicos Suplentes
1. Freddy Azofeifa Porras (Colón)
2. María Victoria Villegas Rodríguez (Guayabo)
3. Verny Quesada Vargas  (Tabarcia)
4. Elizabeth Agüero Guevara (Piedras Negras)
5. Diana Carolina Guevara Mora (Picagres)
6. Cindy Mayela Garita Valverde (Jaris)
7. Side Sánchez Mena (Quitirrisí)

## Alcalde
- Rodrigo Jiménez Cascante (PNG)

## Elecciones
Durante las Elecciones municipales de Costa Rica de 2020, nueve partidos políticos participaron en el cantón de Desamparados para obtener la Alcaldía y miembros del Concejo Municipal. Los resultados fueron los siguientes:

### Alcaldía
| Puesto | Bandera | Partido                           | Votos | %      |
| ------ | ------- | --------------------------------- | ----- | ------ |
| 1°     |         | Partido Nueva Generación          | 3 589 | 39,96% |
| 2°     |         | Partido Unidos para el Desarrollo | 2 926 | 32,58% |
| 3°     |         | Partido Comunal Unido             | 1 180 | 13,14% |
| 4°     |         | Partido Unidad Social Cristiana   | 508   | 5,66%  |
| 5°     |         | Partido Liberación Nacional       | 499   | 5,56%  |
| 6°     |         | Partido Nuestro Pueblo            | 111   | 1,24%  |
| 7°     |         | Partido Frente Amplio             | 87    | 0,97%  |
| 8°     |         | Partido Restauración Nacional     | 82    | 0,91%  |

El alcalde electo fue Rodrigo Jiménez Cascante, y los vicealcaldes electos fueron Ariuna Zaya Cabal Lombodorzh y Carlos Manuel Flores Ramírez, del Partido Nueva Generación.

### Regidores
| Puesto | Bandera | Partido                           | Votos | %      |
| ------ | ------- | --------------------------------- | ----- | ------ |
| 1°     |         | Partido Nueva Generación          | 3 417 | 38,02% |
| 2°     |         | Partido Unidos para el Desarrollo | 2 523 | 28,07% |
| 3°     |         | Partido Comunal Unido             | 1 048 | 11,66% |
| 4°     |         | Partido Unidad Social Cristiana   | 906   | 10,08% |
| 5°     |         | Partido Liberación Nacional       | 700   | 7,79%  |
| 6°     |         | Partido Nuestro Pueblo            | 132   | 1,47%  |
| 7°     |         | Partido Frente Amplio             | 100   | 1,11%  |
| 8°     |         | Partido Restauración Nacional     | 92    | 1,02%  |
| 9°     |         | Partido Nueva República           | 70    | 0,78%  |